# Pierre Maleuvre
Pierre Maleuvre, né en 1740 à Paris et mort le 5 mars 1803 dans la même ville, est un graveur français.

## Biographie
Né en 1740 à Paris, Pierre Maleuvre est élève du graveur parisien Beauvarlet, puis, à Londres, de Robert Strange, après 1765 (date du retour de Strange d'Italie) ; il revient ensuite s'installer dans la capitale française.
Il grave des portraits et des sujets de genre. Il participe à deux séries, le Cabinet Poullain et la Galerie du Palais-Royal. Il est également graveur de pastels (d'après Claude Pougin de Saint-Aubin ou Vigée Le Brun).
Il est marié le 19 juillet 1784 à Brie-Comte-Robert à Marie-Louise Le Prince , dont un fils, Louis, né le 26 novembre 1785. La famille réside rue Pierre-Sarrazin.
Il meurt le 5 mars 1803 dans sa ville natale.

## Œuvre gravé

### Portraits
- Cousturier, supérieur de Saint Sulpice (1772), d'après Duplessis
- D'Alembert (1775), d'après André Pujos[7]
- Aux Mânes de Jean-Jacques Rousseau (1779), d'après Paul[8]
- Gustave-Adolphe, roi de Suède[9]
- Le Comte d'Aranda[10]
- M. de Lalande
- Poullain de Sainte-Foix
- Bélidor
- Le Chevalier d'Aguesseau, d'après Tournières[11]
- La Nuit passe, l'aurore paraît, portrait de la duchesse de Châteauroux, d'après Nattier[12]
- Flore à son lever, portrait de la duchesse de Chartres, du même[13]

### Scènes de genre
- Le Roupilleur, d'après Craesbeeck[14]
- L'Enfant gâté, d'après Greuze[15]
- Le Curieux, d'après Baudouin[16]
- Le Boudoir, d'après Freudeberg[17]
- Les Bains de Diane, d'après une vignette de Marillier

Ainsi que d'autres scènes d'après Christian Dietricy, Ludolf Bakhuizen, Adriaen Brouwer...

## Galerie

Œuvres de Pierre Maleuvre
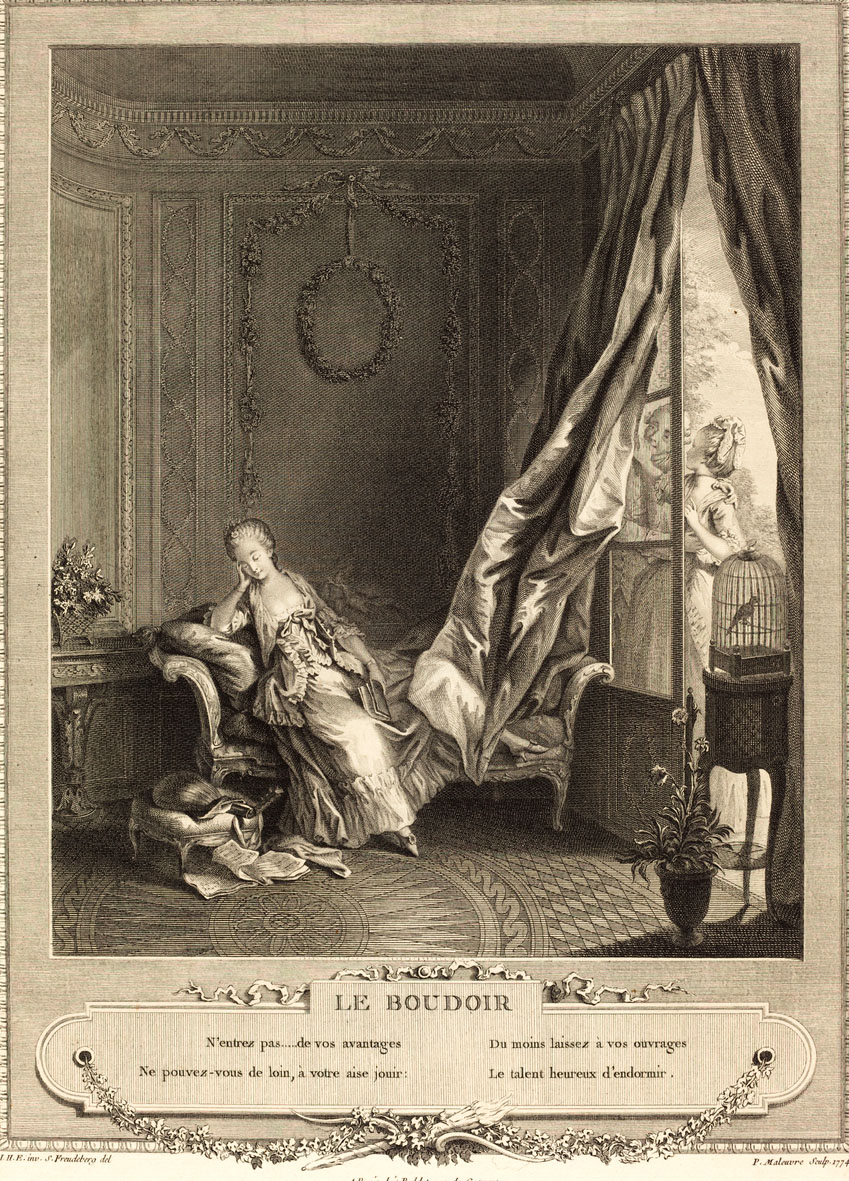
Le Boudoir
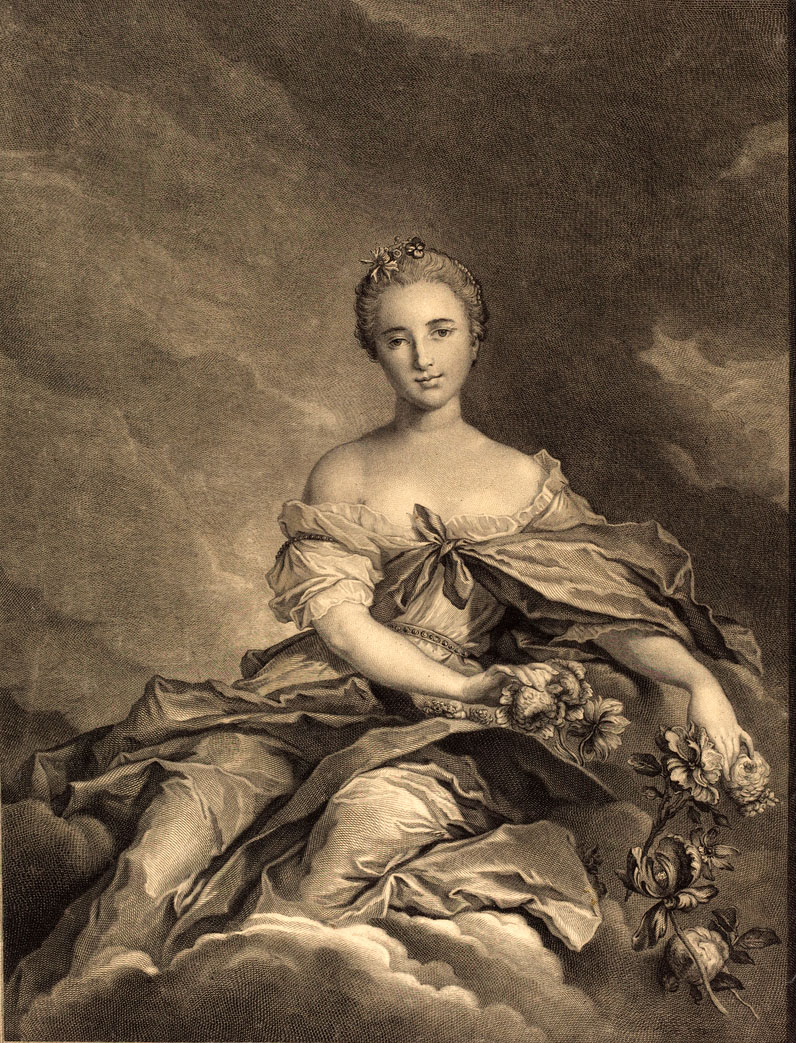
Flore à son lever
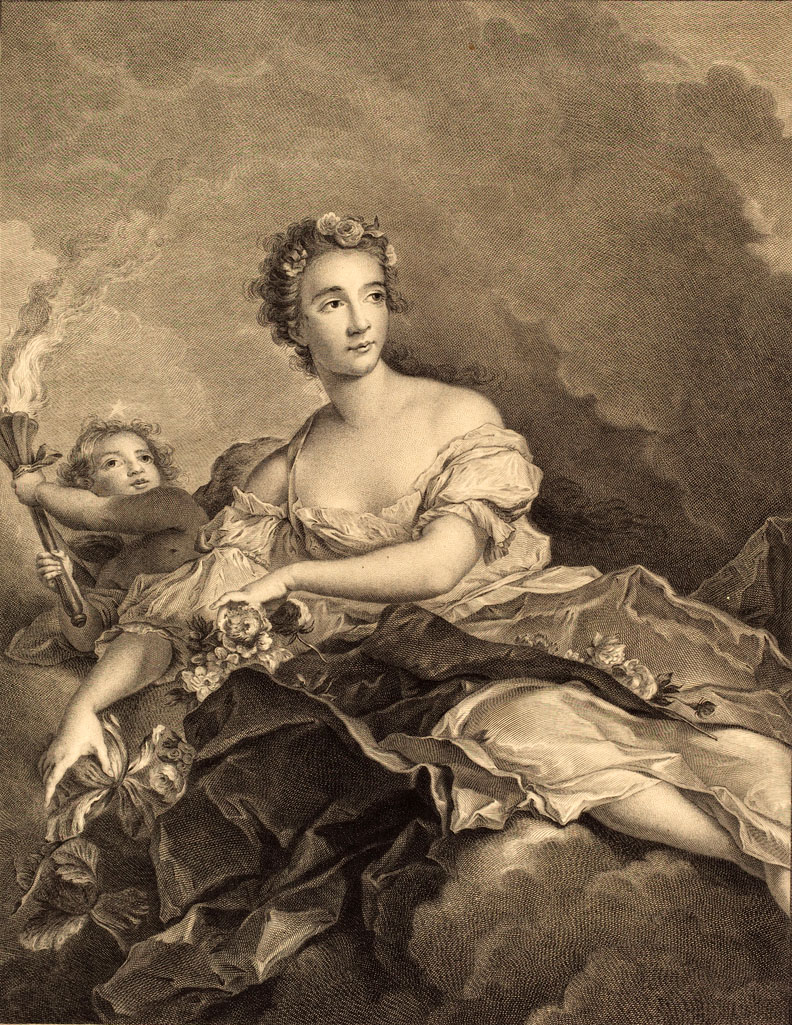
La Nuit passe, l'aurore arrive
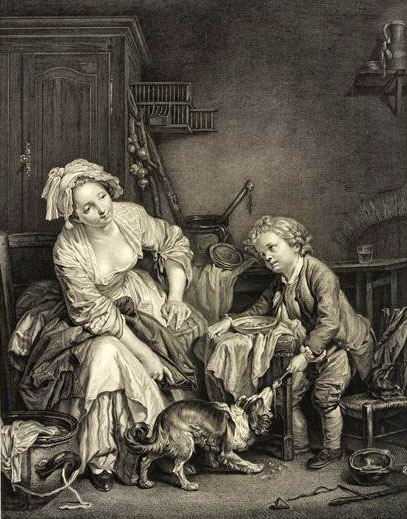
L'Enfant gâté
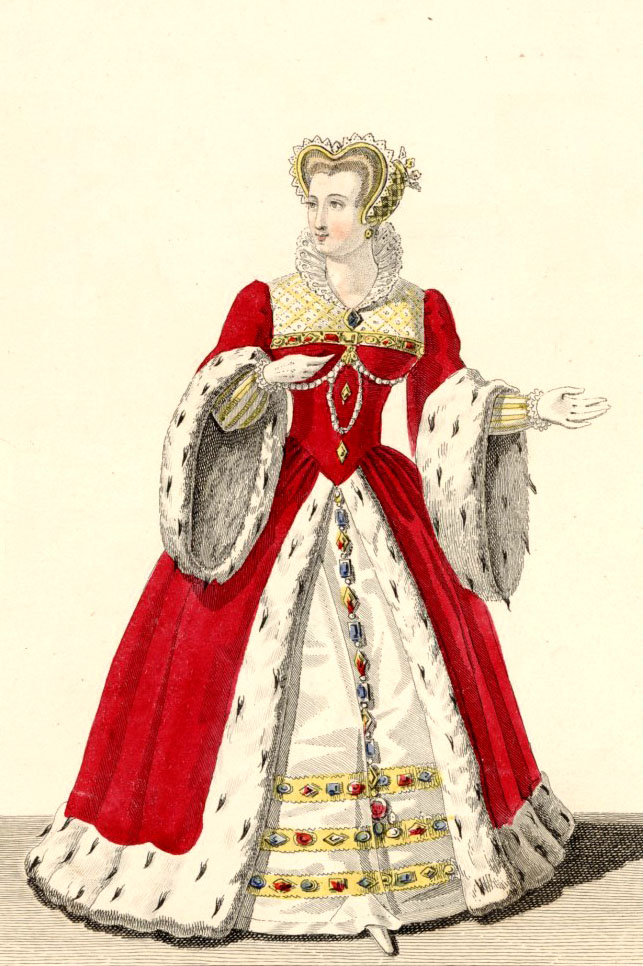
Mme Dorus-Gras dans le rôle de Marguerite de Valois